# MADARA転生編
『MADARA転生編』は『魍魎戦記MADARAシリーズ』の一編、全108編から成るMADARA・SAGAの完結編とされる物語の作品群である。(作品群の総称だけでなく、その物語の冒頭を描いた漫画作品の呼称として用いられる。)漫画版の単行本は全１巻、ラジオドラマ版のCDは全5巻、小説版の単行本は全１巻である。

## 概要
現代日本に最後の転生を果たしたキャラクター逹が複雑に絡み合いそれぞれの宿命に突き動かされて行く物語である。1990年〜1991年に連載された原作：大塚英志、作画：田島昭宇のマンガ版は未完であるが、2003年に原作者大塚英志による小説『僕は天使の羽根を踏まない』（徳間書店）が刊行され、小説の形で物語は完結した。
1993年～1994年に文化放送にて、マンガ版と違うストーリーの、転生編の中盤以降の物語のラジオドラマ版が制作された。また、1994年〜1995年に高橋明の作画によるラジオドラマ版のコミカライズ作品が、電撃スーパーファミコン、電撃コミックガオ!にて『MADARA影（マダラ・シャドウ）』のタイトルで連載されたが未完である。

## あらすじ
199Ⅹ年、東京。前世の記憶を取り戻した伏姫輝燐（ふせひめ きりん）は、夢で出会った転生戦士達を捜す旅に出るが…。

## 登場人物
伏姫輝燐（ふせひめ きりん）
伏姫コンツェルンの一人娘。転生戦士の一人。
犬彦綬陀矢（いぬひこ ゆだや）
高校生。転生戦士の一人。
兵頭沙門（ひょうどう しゃもん）
高校教師。転生戦士の一人。

## 単行本
単行本全１巻。転生編プレストーリーの「転生編　赤い綬陀矢」「転生編　風の沙門」。ほかに「聖ユダヤ伝」「MADARA青AO」「風になるまで」を収録。
- 『魍魎戦記摩陀羅全集 別巻Vol.1 MADARA転生編』（電撃コミックスEX・メディアワークス、1994年10月25日発売）
  - 巻末には「転生編プレストーリー」「ラジオドラマ版転生編」「天使編」の設定資料集を収録。
- 『田島昭宇MADARA完全コレクション12 MADARA転生編』（KadokawaComicsA・角川書店、1997年4月1日発売）

### 初出
- 「転生編　赤い綬陀矢」
  - 『月刊コミックコンプ』1990年増刊冬の号（角川書店）
- 「転生編　風の沙門」
  - 『月刊コミックコンプ』1991年増刊冬の号（角川書店）
- 「聖ユダヤ伝」
  - OVA『魍魎戦記マダラ 下巻 金剛編』(1991年発売)付属のブックレット
- 「MADARA青AO」
  - 『電撃スーパーファミコン』1993年1月号（メディアワークス）
- 「風になるまで」
  - PC98用ゲームソフト『魍魎戦記MADARA 大金剛輪編』 （1993年発売 工画堂スタジオ）付属のプレミアムブックレット

## ラジオドラマ
『文化放送ラジオドラマ 摩陀羅・転生編 ドラマシリーズ』全5巻（1993年～1994年、ポリスター）
Vol.1リリース：1993年8月25日、Vol.2リリース：1993年10月25日、Vol.3リリース：1993年12月22日、Vol.4リリース：1994年2月25日、Vol.5リリース：1994年4月25日

### キャスト
- 光河光（中原茂）
- 伏姫麒麟（冬馬由美）
- 犬彦綬陀矢（矢尾一樹）
- 兵頭沙門（佐藤政道）
- キリコ（松野太紀）
- 光河飛雄（飛田展男）
- 鬼塚不二子（吉田理保子）
- 光河三郎（飯塚昭三）
- 邪兎（龍田直樹）
- 獅子丸隼人（草尾毅）

### スタッフ
- 原作：MADARA PROJECT
- プロデュース：高橋由美子
- 脚本・シリーズ構成：遠藤明範
- 音楽：川崎真弘
- 制作：文化放送

## 小説版
- 『MADARA MILLENNIUM 転生編 1』（大塚英志著、角川スニーカー文庫：1999年）
- 『僕は天使の羽根を踏まない』（大塚英志著、徳間書店：2003年、徳間デュアル文庫：2005年、『MADARA MILLENNIUM 転生編 1』の結末部分を大幅に加筆して改題。）